# Johann Wilhelm Schirmer

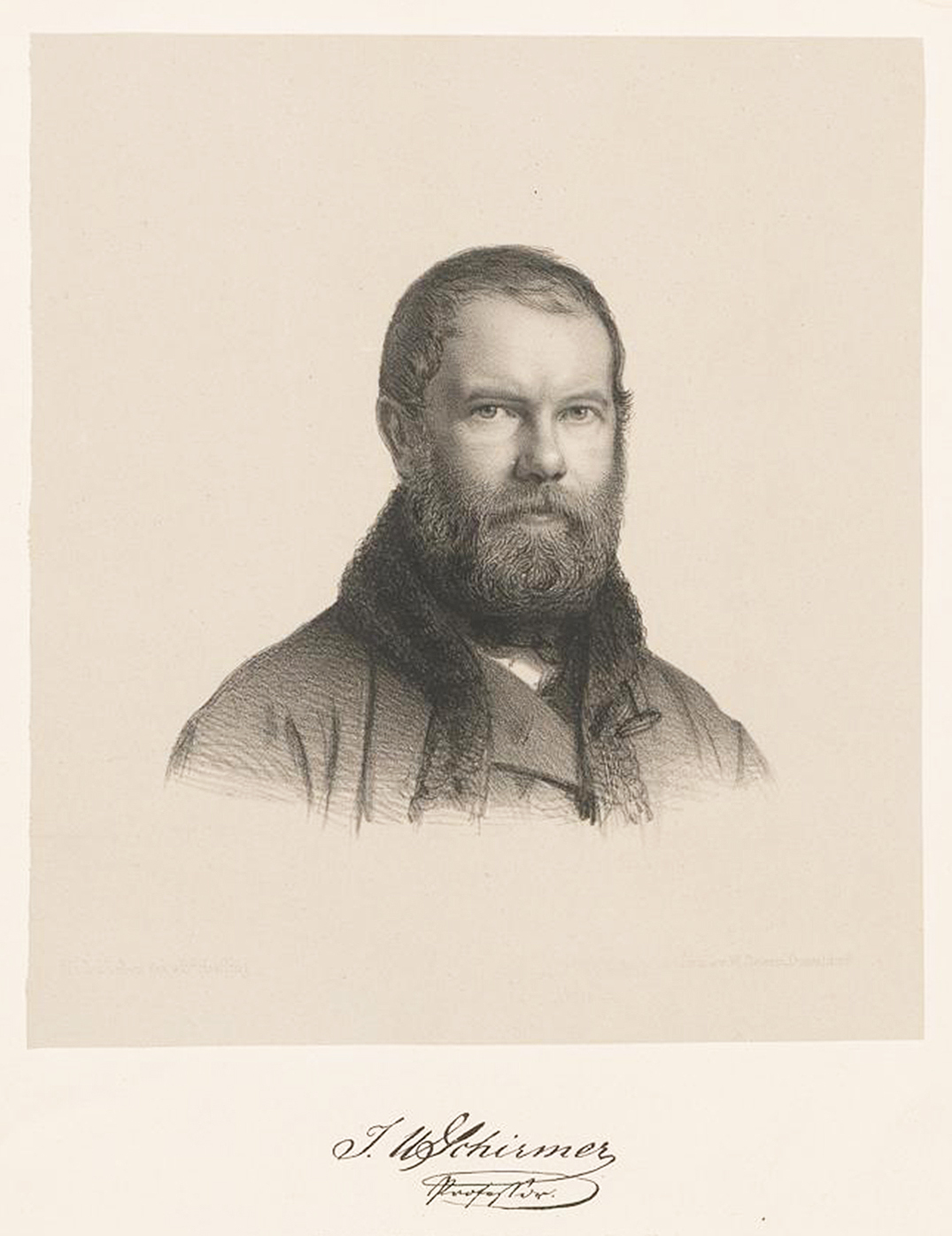
Johann Wilhelm Schirmer (1853).
Litografía de Bernhard Hoefling

Johann Wilhelm Schirmer (Jülich, 5 de septiembre de 1807, Karlsruhe, 11 de septiembre de 1863) fue un pintor paisajista, grabador y litógrafo alemán, reconocido principalmente por sus obras como miembro de la escuela pictórica de Düsseldorf.

## Biografía
Fue hijo del matrimonio formado por Johann Gottlob Schirmer (1763–1826), encuadernador y maestro grabador de sellos y timbres y   Wilhelmine Johanna Christina (1768–1841). Sus primeros dibujos y grabados relevantes los realizó entre 1821 y 1826, en el tiempo en que aprendía el oficio de encuadernador en el taller de su padre. Aunque intentó por algún tiempo mantener ambas actividades, a partir de 1925 realiza una opción definitiva por el arte y se incorpora a la Academia de Bellas Artes de Düsseldorf, donde recibió la enseñanza Wilhelm von Schadow y Heinrich Christoph Kolbe. Sin embargo, fue Carl Friedrich Lessing quien ejerció la influencia fundamental durante su época de formación como pintor de paisajes. En conjunto con Lessing, fundó en 1827 la Landschaftlichen Komponierverein, una asociación privada de artistas gráficos paisajistas que se estableció en Düsseldorf y que sentó las bases para que doce años más tarde Schirmer fuese nombrado catedrático de la primera clase de pintura de paisajes en la academia. 
Entre 1828 y 1830 realizó sus primeros viajes de estudio, principalmente a la Eifel y a Bélgica. En 1830 comenzó a dirigir, de manera interina y provisoria, la clase de paisajes, en 1932 lo contrataron como docente y finalmente fue habilitado como profesor de cátedra en 1939. Entre  1835 y 1937 visitó París, la Normandía y Suiza. A comienzos de la década de los '50 realizó nuevos viajes a París y también al sur de Francia. Varios de sus trabajos fueron el resultado de la inspiración de estos viajes. 
En 1854, Federico I de Baden lo nombró director de la Escuela de Arte de Karlsruhe que acababa de fundarse. Hans Thoma, entre otros, fue su alumno en esta escuela. 

## Obras principales

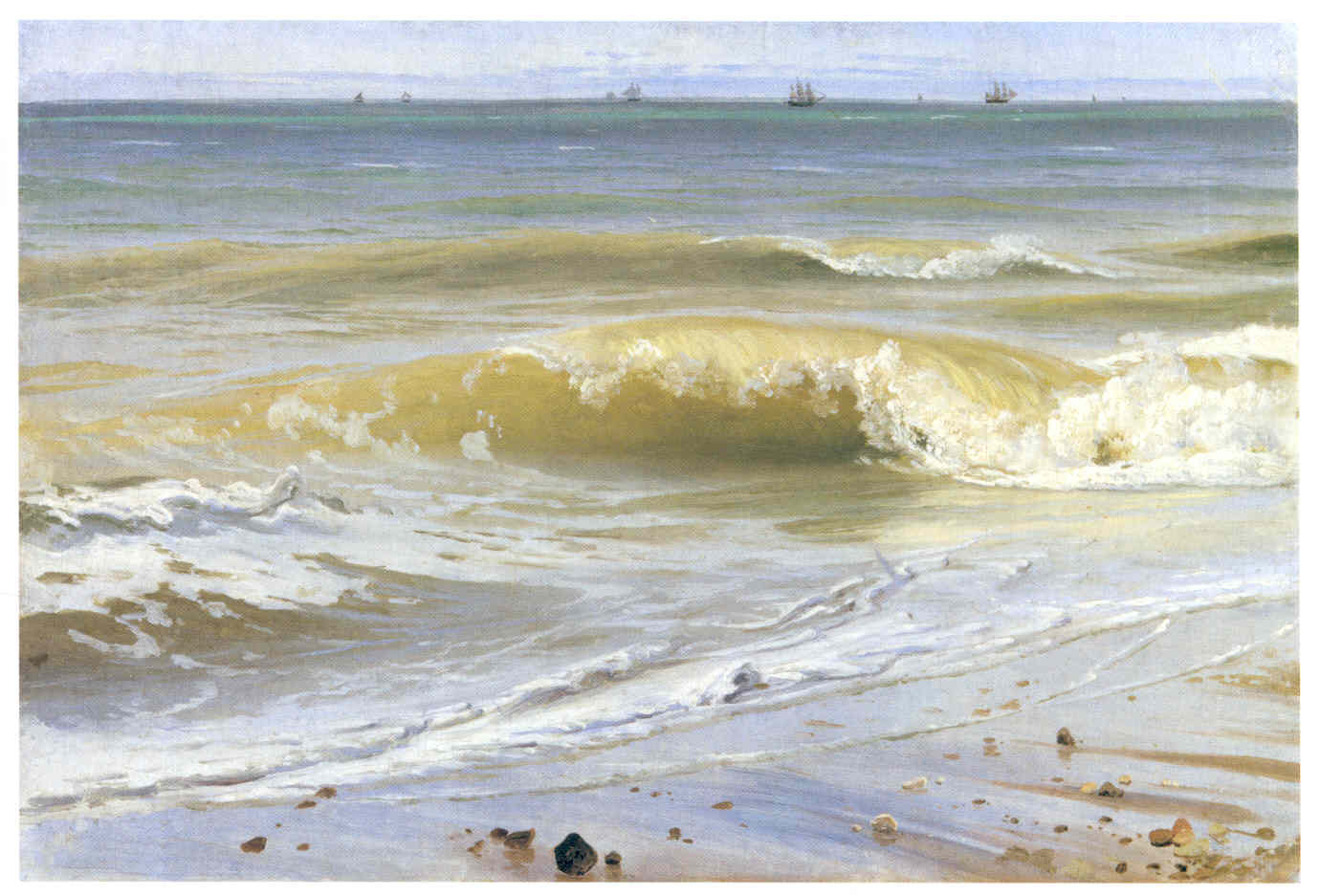
Meeresbrandung mit fernen Schiffen (Oleaje marino con barcos lejanos), 1836, Galería Nacional de Arte de Karlsruhe

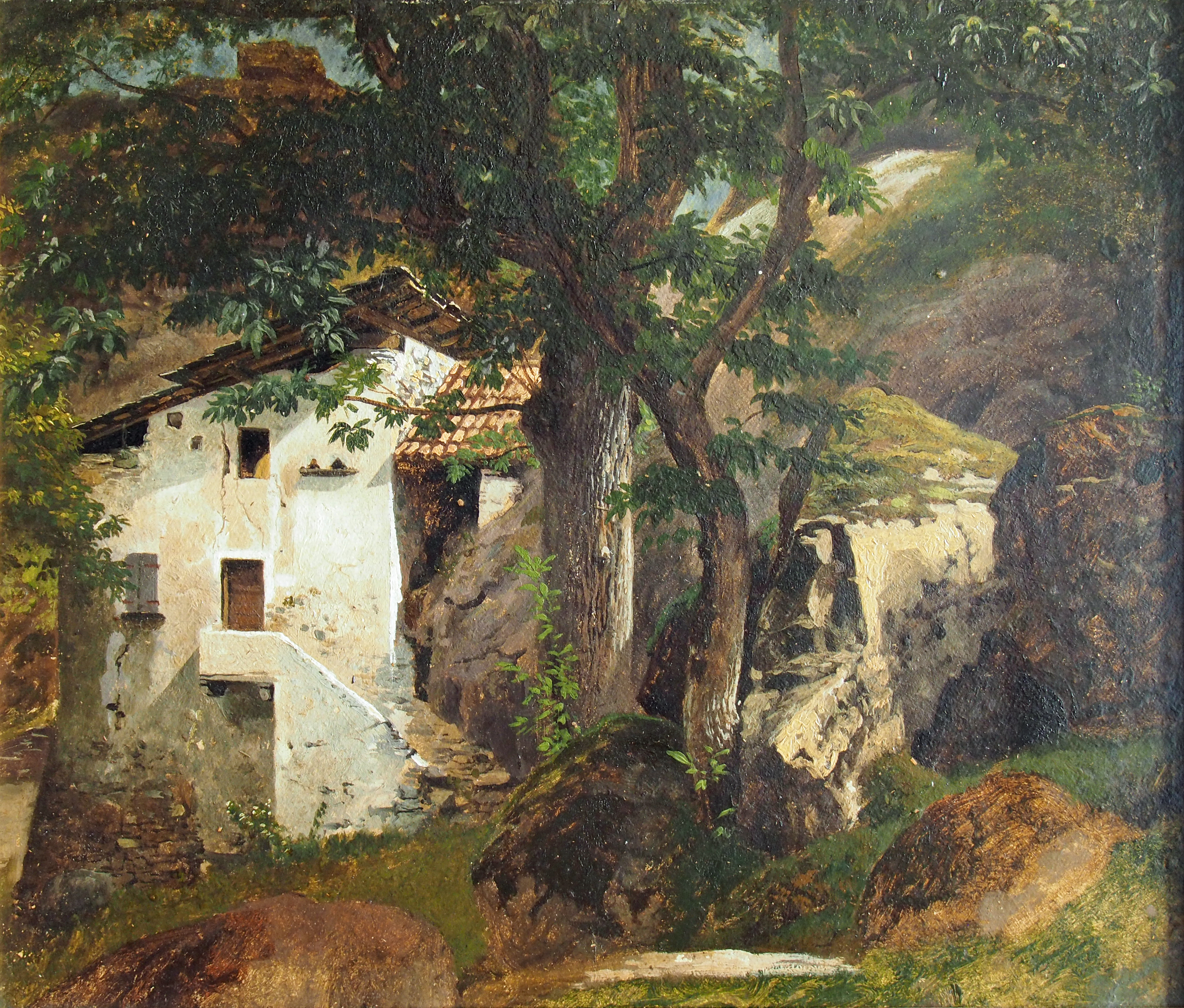
Südtiroler Haus unter Kastanien (Casa de Tirol del Sur bajo castaños), 1839/1840, Museo del Palacio de Weimar

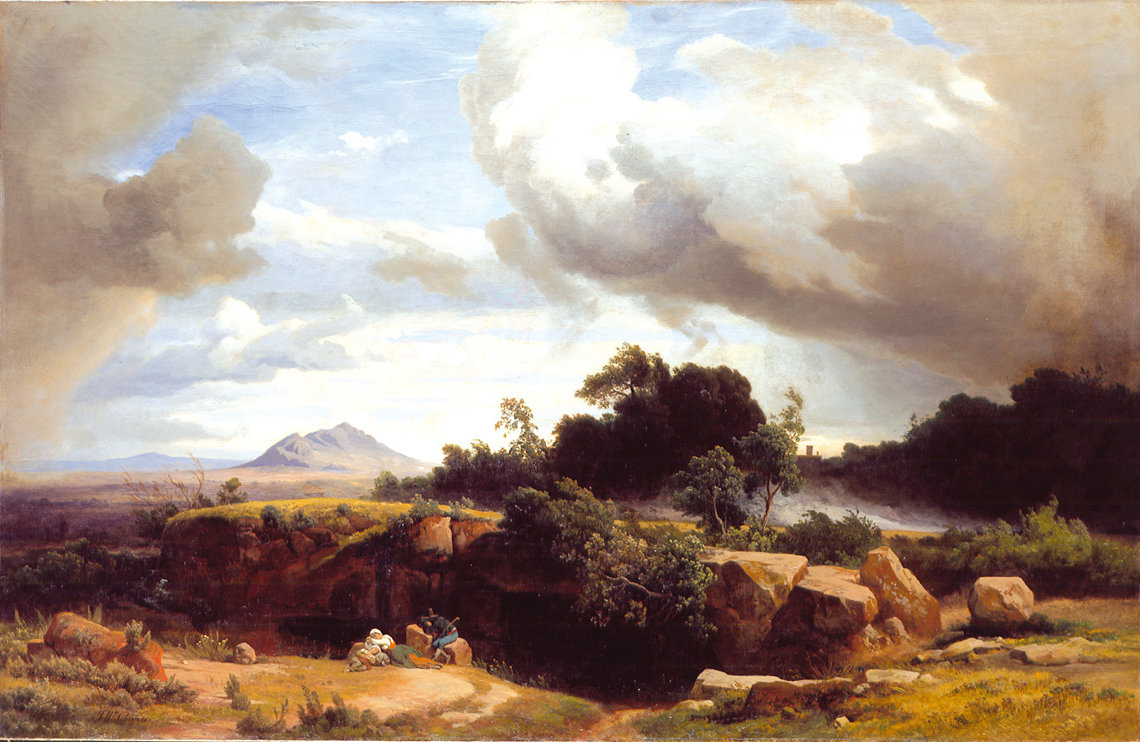
Heranziehendes Gewitter in der römischen Campagna (Tempestad que se avecina en la campagna romana), 1858, Galería Nacional de Arte de Karlsruhe

- Waldkapelle (Capilla del bosque), 1829, Museo Wallraf-Richartz, Colonia.
- Grotte der Egeria (Gruta de Egeria), 1829, Museum der bildenden Künste Leipzig
- Meeresbrandung mit fernen Schiffen (Oleaje marino con barcos lejanos), 1836, Galería Nacional de Arte de Karlsruhe
- Herbstlandschaft (Paisaje de otoño), 1838
- Das Wetterhorn (El Wetterhorn),  1838
- Südtiroler Haus unter Kastanien (Casa de Tirol del Sur bajo castaños), 1839/1840, Museo del Palacio de Weimar
- Biblische Landschaften in 26 Kohlezeichnungen (Paisajes bíblicos en 26 dibujos al carbón), 1855/1856
- Vier Bilder zur Geschichte des barmherzigen Samariters (Cuatro cuadros sobre la historia del buen samaritano), 1856/1857, Galería Nacional de Arte de Karlsruhe
- Heranziehendes Gewitter in der römischen Campagna (Tempestad que se avecina en la campagna romana), 1858, Galería Nacional de Arte de Karlsruhe
- Zwölf Ölgemälde zur Geschichte Abrahams (Doce óleos sobre la historia de Abraham) , 1859–1862, Nationalgalerie Berlin
- Stürmischer Abend (Atardecer tormentoso), alrededor de 1860, Neue Pinakothek, Múnich
- Italienische Landschaft mit Pilgern (Paisaje italiano con peregrinos), Academia de Bellas Artes de Düsseldorf

## Ilustraciones (selección)
Ediciones digitalizadas de la Biblioteca universitaria y del estado federado de Düsseldorf:
- En:  Album deutscher Künstler in Originalradirungen. (Álbum de artistas alemanes en grabados originales) – Buddeus, Düsseldorf 1841. Edición digital
- En: Deutsche Dichtungen mit Randzeichnungen deutscher Künstler. (Poemas alemanes con dibujos al margen de artistas alemanes)  – Buddeus, (Vol. 1–2) Düsseldorf, 1843. Edición digital
- En: Reinick, Robert. Lieder eines Malers mit Randzeichnungen seiner Freunde. (Canciones de un pintor con dibujos al margen de sus amigos) – entre 1836 y 1852.
  - Lieder eines Malers mit Randzeichnungen seiner Freunde. (Canciones de un pintor con dibujos al margen de sus amigos) – Düsseldorf: Schulgen-Bettendorff, 1838, edición a color en carpeta. Edición digital
  - Lieder eines Malers mit Randzeichnungen seiner Freunde.(Canciones de un pintor con dibujos al margen de sus amigos)  – Düsseldorf: Schulgen-Bettendorff, 1838. Edición digital
  - Lieder eines Malers mit Randzeichnungen seiner Freunde.(Canciones de un pintor con dibujos al margen de sus amigos)  – Buddeus, Düsseldorf entre 1839 y 1846. Edición digital
  - Lieder eines Malers mit Randzeichnungen seiner Freunde. (Canciones de un pintor con dibujos al margen de sus amigos) – Vogel, Leipzig ca. 1852. Edición digital

## Alumnos
En la academia de Düsseldof:
| - Oswald Achenbach - Jakob Becker - Joseph Bernardi - Arnold Böcklin - Hermann Both - Joseph Hülser - Franz Johann Wilhelm Hünten | - Joseph Jansen - Wilhelm John - Anselm Feuerbach - August Kessler - Wilhelm Klein - Rudolf Koch - Julius Kost | - Gustav Lange - Friedrich August de Leuw - Hermann Mevius - Arnold Overbeck - Valentin Ruths - Georg Saal - Heinrich Schilking |

En la escuela de arte de Karlsruhe:
| - Carl Friedrich Deiker - Rudolf Epp - Emil Lugo | - Jost Muheim - Franz Xaver von Riedmüller | - Hans Thoma - Anton von Werner |